# Terapia radiometabolica dell'ipertiroidismo
La terapia radiometabolica dell'ipertiroidismo è effettuata mediante la somministrazione al paziente per via orale del radioiodio (nello specifico, l'isotopo 131 dello iodio, solitamente mediante capsula) che, avendo un'emissione di particelle beta meno (che hanno un raggio d'azione solo di pochi millimetri), e una captazione molto selettiva a livello tiroideo consente di distruggere questa ghiandola mediante un'irradiazione selettiva della stessa che risparmia i restanti tessuti dell'organismo, raggiungendo gli stessi obiettivi di un intervento chirurgico nella stessa sede. Non è mai stato dimostrato un incremento del rischio di insorgenza di cancro a carico della tiroide o di altri organi a lungo termine.

## Introduzione

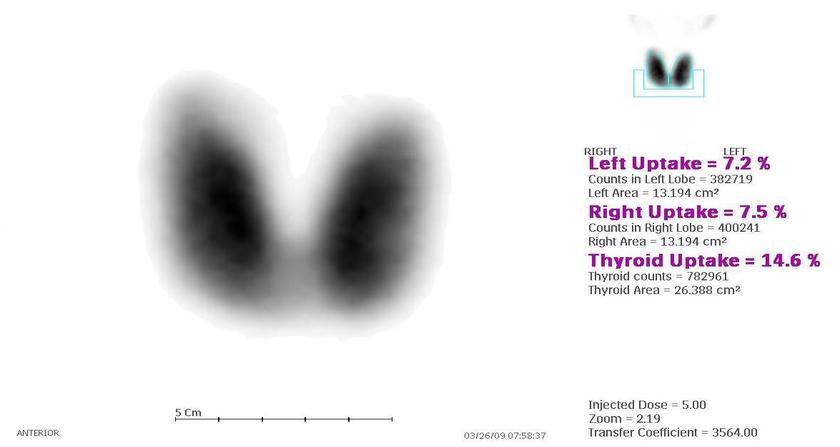
Morbo di Basedow alla scintigrafia tiroidea

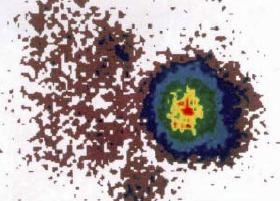
Nodo autonomo

Questo trattamento è stato per la prima volta effettuato nel 1942. Le forme di ipertiroidismo trattabili includono la malattia di Basedow-Graves, l'adenoma di Plummer e il gozzo multinodulare tossico. Nel morbo di Basedow si ha la presenza nell'organismo di auto-anticorpi diretti contro il recettore del TSH che agiscono su tutta la ghiandola stimolandone l'iperattività. Questo quadro è visibile alla scintigrafia tiroidea come una captazione molto intensa e diffusa del radiofarmaco diagnostico somministrato (di solito pertecnetato). Dato che il radioiodio si distribuisce nella ghiandola esattamente come il radiofarmaco usato in scintigrafia, l'obiettivo del trattamento in questo caso è più spesso la completa distruzione del parenchima tiroideo, con residuo ipotiroidismo nel post trattamento. Questo anche perché il morbo di Basedow, in presenza di cellule tiroidee vitali, tende a recidivare per ristimolazione delle stesse da parte dell'anticorpo (l'ipotiroidismo è comunque un successo terapeutico in quanto è molto più semplice da controllare farmacologicamente mediante somministrazione orale dell'ormone tiroideo sostitutivo. Inoltre si eliminano i possibili effetti collaterali tossici dei farmaci antitiroidei). Nei casi invece in cui l'ipertiroidismo sia causato da nodi iperproducenti l'ormone l'obiettivo desiderato del trattamento radiometabolico è la sola distruzione di questi con risparmio del parenchima tiroideo sano. Questo obiettivo è possibile in quanto i nodi iperattivi provocano a livello ipofisario un blocco della produzione del TSH, con conseguente relativo "spegnimento" del parenchima ghiandolare sano che quindi non capterà il radioiodio (alla scintigrafia tiroidea in questi casi si vedranno per lo più dei nodi "caldi" iperattivi e meno o nulla il resto della ghiandola). Tuttavia la selettività del trattamento verso le sole aree iperattive non è prevedibile con certezza; quindi anche in questi casi può residuare un ipotiroidismo nel post-trattamento.

## Indicazioni e controindicazioni al trattamento
Le indicazioni al trattamento includono:
- allergia o gravi effetti collaterali all'assunzione dei farmaci antitiroidei, scarsa compliance all'assunzione degli stessi;
- rifiuto del trattamento chirurgico ove indicato o presenza di comorbidità che lo pongono a rischio;
- nel morbo di Basedow: mancata risposta ai farmaci antitiroidei o comparsa di oftalmopatia (in tali casi eseguire una profilassi con cortisone nel post trattamento per impedirne il peggioramento);
- nell'adenoma tossico: tireotossicosi franca. In caso di ipertiroidismo subclinico valutare caso per caso;
- nel gozzo multinodulare: recidiva dopo tiroidectomia parziale.

Nel caso la scintigrafia tiroidea evidenzi nodularità ipocaptanti ("fredde") prima di eseguire il trattamento è importante escluderne l'eventuale natura neoplastica. Nel gozzo di grosse dimensioni il trattamento radiometabolico rappresenta la seconda scelta rispetto a quello chirurgico.
Non vi è indicazione nel caso di ipertiroidismo con bassa captazione alla scintigrafia tiroidea. Gravidanza e allattamento in atto costituiscono controindicazioni assolute al trattamento radiometabolico. Non è al momento riportato un aumento del rischio di tumori secondario al trattamento anche nei soggetti minori di 18 anni, ma le casistiche in letteratura al riguardo sono limitate. L'allergia allo iodio non costituisce controindicazione al trattamento in quanto il radioiodio è presente in minime tracce nella capsula somministrata, insufficienti a causare una reazione.

## Preparazione al trattamento
I farmaci antitiroidei vanno sospesi 1 o 2 settimane prima dell'assunzione del radioiodio (tempi più precoci sono applicabili in caso di ipertiroidismo più grave). Inoltre il paziente non deve assumere per un tempo variabile prima del trattamento dipendente dalla quantità di iodio contenuta, alimenti e farmaci contenenti tale sostanza per evitare che questa interferisca con la captazione del radioiodio (sale iodato, prodotti del mare, soia, prodotti surgelati, tintura di iodio, mezzi di contrasto radiografici, amiodarone). Stessa regola vale anche per le tinture per capelli. Il paziente deve inoltre essere digiuno al momento della somministrazione del radiofarmaco (e rimanerci per qualche ora) in modo da facilitarne l'assorbimento.

## Calcolo della dose da somministrare
La quantità di radioiodio da somministrare al paziente può essere decisa in due modi:
- empiricamente: il medico nucleare, basandosi sull'esperienza, sulla grandezza del bersaglio e sulla gravità della malattia decide una dose.
- secondo stime dosimetriche personalizzate a seconda del paziente.

Un approccio intermedio fra i due sopra prevede di somministrare una dose modulata a seconda del volume della tiroide nel caso di Basedow (oppure dell'adenoma iperfunzionante) stimato su misure ecografiche. A tale scopo si utilizza la formula semplificata di Marinelli che prevede di somministrare una dose in funzione del peso del bersaglio in grammi che viene poi corretta dividendo questo valore per la frazione di captazione del radioiodio alla 24ª ora (di base: 5,55 MBq per grammo di tessuto nel Basedow, 7,4 MBq nel caso di adenoma. L'attività finale varia in un intervallo che va da un minimo di 185 MBq a un massimo di 555 MBq).
Il calcolo della dose secondo stime dosimetriche è invece eseguito dopo un test di captazione. Questo si esegue somministrando al paziente digiuno una piccola dose traccia di radioiodio e osservando nel tempo, con misure ripetute dei conteggi in tiroide rilevati con un'apposita sonda o con gamma camera, quanto dell'attività somministrata in percentuale si trova nella tiroide. Le variabili prese in considerazione sono il valore del picco massimo di captazione e il tempo di dimezzamento rilevato sulla curva. Anche dopo la somministrazione della dose traccia il digiuno va mantenuto per qualche ora. Il picco di captazione massima si ha di solito a 24 ore dalla somministrazione, ma nel morbo di Basedow questo può verificarsi anche prima (4 o 6 ore) a causa dell'accelerato turnover dello iodio in questa malattia (sindrome da small pool). Le misure sono di solito eseguite fino a 96 ore dalla somministrazione della dose traccia. La dose somministrata al tessuto bersaglio varia di solito fra i 100 Gy e i 300 Gy.

## Effetti indesiderati
Sono di solito modesti. A breve termine (ore o giorni) si possono avere transitoria infiammazione dei tessuti tiroidei bersaglio e scialoadenite (lo iodio è captato in quota minore anche dalle ghiandole salivari, assumere sostanze che stimolano la salivazione come preparati a base di limone può aiutare a ridurre questo effetto). Nel giro di settimane o mesi nei pazienti con morbo di Basedow può peggiorare l'oftalmopatia associata a tale patologia (questo perché il tessuto tiroideo distrutto può liberare in circolo in modo massiccio gli ormoni tiroidei immagazzinati). Questi effetti sono controllabili mediante una terapia steroidea. Per analoghe ragioni può presentarsi nei pazienti trattati un transitorio stato di ipertiroidismo, i cui effetti sono controllabili anch'essi farmacologicamente (ad esempio con il propranololo o con altro betabloccante). L'ipotiroidismo è nel morbo di Basedow considerato un successo terapeutico, ma può verificarsi anche in caso di nodi iperfunzionanti per effetto crossfire sul tessuto sano. Non si è evidenziato un maggior rischio di insorgenza di cancro nei pazienti trattati rispetto alla popolazione generale.

## Terapia radiometabolica nel gozzo non tossico di grosse dimensioni
Il gozzo non tossico è una malattia tipica delle regioni ove vi è carenza iodica negli alimenti e colpisce maggiormente gli anziani. Può dare problemi di compressione agli organi vicini (con conseguente senso di peso, dispnea, disfagia e disfonia) così come diventare funzionalmente autonomo portando all'ipertiroidismo. La terapia d'elezione è chirurgica, ma in caso di rifiuto del suddetto trattamento da parte del paziente e soprattutto in presenza di importanti comorbidità che portano a un elevato rischio operatorio il trattamento radiometabolico consente di ridurre il volume del gozzo.

### Requisiti per l'esecuzione del trattamento
- Tutte le formazioni nodulari più grandi di 1 cm devono essere valutate con esame citologico per escluderne la malignità.
- Il bersaglio deve captare per un volume sufficiente il radioiodio. Questo viene valutato mediante scintigrafia tiroidea. Le aree ipocaptanti a tale esame più spesso corrispondono a zone di necrosi, cistiche o in cui sono avvenute in passato emorragie. Tali zone non sono bersagliate dal radioiodio che quindi non avrà effetto sul loro volume.
- La captazione del radioiodio alla 24ª ora deve avere un valore sufficiente (di solito sopra il 10-15% dell'attività somministrata). I gozzi più vecchi di solito presentano valori di captazione più bassi[6].

### Dose somministrata
È di solito più bassa di quella data per trattare l'ipertiroidismo (di solito 100 μCi per grammo di tessuto, corretti per la captazione alla 24ª ora) ed è stimata in base al volume ghiandolare (spesso valutato mediante TC o RM in quanto l'ecografia non consente di stimare il tessuto in sede retrosternale. Queste altre due metodiche consentono anche di valutare la trachea).

### Effetti collaterali del trattamento
Sono sovrapponibili a quelli già descritti nel trattamento dell'ipertiroidismo. Raramente può insorgere un ipertiroidismo autoimmune dovuto alla liberazione massiccia di antigeni tiroidei durante il trattamento che porta alla formazione di anticorpi stimolanti la ghiandola.